# Colonia-Haus
Das Colonia-Haus in Köln-Riehl ist mit 147 Metern (mit Antenne 155 m) hinter dem im Jahr 2020 fertiggestellten Grand Tower in Frankfurt am Main das zweithöchste hauptsächlich zu Wohnzwecken genutzte Gebäude in Deutschland. Das bis 1976 höchste Hochhaus in Deutschland ist denkmalgeschützt.

## Entstehungsgeschichte
Der Kölner Architekt Henrik Busch entwarf 1970 ein in exponierter Lage direkt am Rheinufer (heutige Adresse: An der Schanz 2, 50735 Köln) liegendes Hochhaus mit 45 Etagen. Es gehört baurechtlich zu den „großen Sonderbauten“, bei denen die Vorlage eines besonderen Brandschutzkonzeptes erforderlich ist. Vom Planungsstadium bis 1976 war es sogar das höchste Wohnhaus Europas. Von den 45 Etagen wurden 41 zu Wohnzwecken vermietet, der Rest von 21 Einheiten dient der gewerblichen Nutzung. Etwa 1000 Personen wohnen im Gebäude. Benannt wurde es nach dem Bauherrn und ersten Eigentümer, der damaligen Kölner Colonia-Versicherung, die auf dem Turm eine Leuchtreklame mit ihrem Firmennamen anbringen ließ.
Nach der Grundsteinlegung am 24. November 1970 fand das Richtfest am 20. Oktober 1972 statt. Bezugsfertig war das Gebäude am 1. August 1973 und die 373 Einheiten wurden zunächst vermietet. Die Sparkasse KölnBonn eröffnete am 23. August 1973 im Gebäude eine neue Zweigstelle, die sie jedoch 1991 wieder schloss. Aktuell findet sich ein Biergarten und ein Kiosk im Untergeschoss des Gebäudes. Nachdem im März 1996 die Telos Haus & Grund Holding GmbH das Hochhaus von der Berliner Bank erworben hatte, erfolgte die Umwandlung in Eigentumswohnungen. Der weithin sichtbare Werbeschriftzug „Colonia“ wurde nach Erwerb der Colonia-Versicherung durch den französischen Versicherungskonzern Axa (Mai 1997) im Jahre 1998 auf „AXA“ umgestellt. Die Bezeichnung „Colonia-Haus“ blieb jedoch erhalten, wie der Schriftzug über dem Hauseingang zeigt.

## Technik und Ausstattung
Das Colonia-Haus ist 147 Meter hoch, einschließlich der Antennen ergibt sich eine Höhe von 155 Metern. Das Gebäude war in Deutschland zwischen 1973 und 1976 das höchste Gebäude und bis 2020 das höchste überwiegend zu Wohnzwecken dienende Gebäude. Von den derzeit 300 höchsten Hochhäusern Deutschlands steht es an Rang 21. Das – zur selben Zeit fertiggestellte – Kölner Uni-Center hat zwar mehr Wohneinheiten (954), ist jedoch nur 134 Meter hoch. Das Colonia-Haus ist ein markanter Punkt in der Skyline von Köln und verfügt über 45 Stockwerke mit insgesamt 373 Einheiten, davon 352 Ein- und Mehrzimmer-Wohnungen in Größen von 35 bis 118 m² in den Stockwerken 3 bis 41 sowie über Gewerbeflächen im Erdgeschoss, 1. Obergeschoss und 2. Obergeschoss.
Es gibt keine – wie sonst übliche – zentrale Briefeinwurfanlage, sondern die Briefkästen sind etagenweise angeordnet. Bis zu 800 Briefe und sonstiges Postgut werden täglich im Zustellbezirk 50735-25 eingeworfen. Das Hochhaus verfügt über vier Schnellaufzüge für je bis zu 18 Personen und eine sehr selten gewordene Genehmigung für den Betrieb von Müllschluckern auf allen Etagen. Angeschlossen sind ein Parkhaus, mehrere Fahrradkeller sowie ein Waschmaschinenraum mit Münz-Waschmaschinen, Wäschetrocknern und Mangel. Im Haus liegt eine städtische Kindertagesstätte mit einem Außengelände über dem Parkhaus. Das Schwimmbad mit Rheinblick liegt im Erdgeschoss und misst 8 × 15 Meter. Außerdem verfügt das Gebäude über eine finnische Sauna mit Tauchbecken und Ruheraum sowie einen Fitness- und Tischtennisraum. Der Wellnessbereich besteht seit Erbauung des Colonia-Hauses 1973. Die Abstellräume der Wohneinheiten verteilen sich auf das erste und zweite Untergeschoss sowie – anders als üblich – den 42. Stock des Gebäudes. Der öffentlich buchbare Veranstaltungsraum „Top of Cologne“ mit einer Fläche von 119 m² für maximal 121 Personen mit Panoramablick befindet sich auf der 45. Etage. Das Gebäude verfügt über eine zentrale Wohnraumlüftung, die für die Wohnungen eine Grundtemperatur von ca. 20 °C bereitstellen soll, was auf der Südseite etwas besser funktioniert als auf der Nordseite des Gebäudes. Die Grundtemperatur wird über einen Fernwärmeanschluss erzeugt. Eine Beheizung über die Grundtemperatur hinaus erfolgt wie die Warmwasserversorgung dezentral elektrisch. Das Haus ist damit bereits heute bestens auf die Nutzung von erneuerbaren Energien vorbereitet. In der unmittelbaren Nachbarschaft in Köln-Niehl plant die RheinEnergie die aktuell größte (Flusswasser-)Wärmepumpe Europas mit 150 Megawatt Leistung.
In 2011 begannen Planungen zur Sanierung der maroden Balkone.

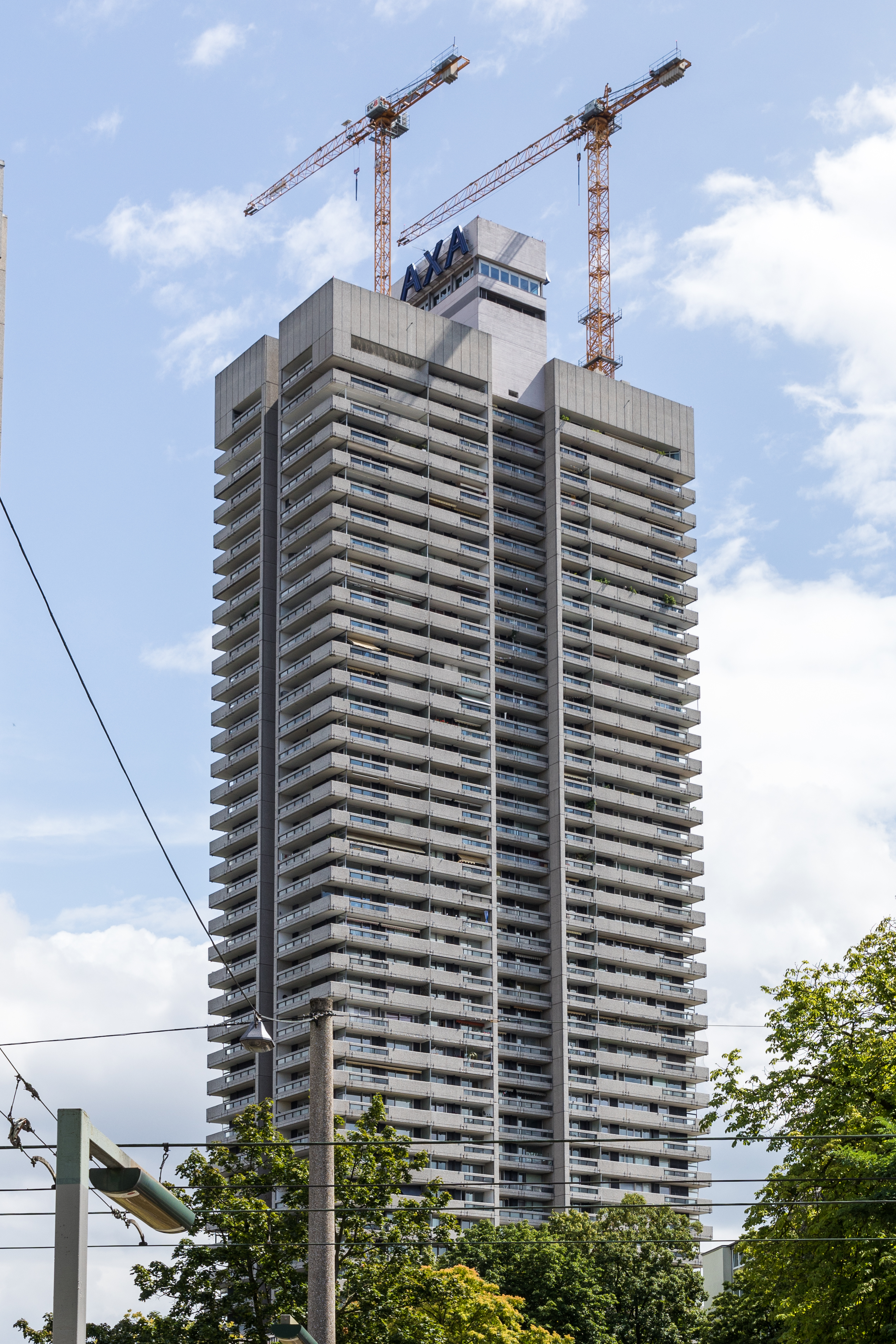
Colonia-Haus mit Baukränen, 2023

2015 erfolgte die Eintragung des Gebäudes in die Denkmalliste der Stadt Köln. was zu einer größeren Bauverzögerung führte.
Im Juni 2023 wurden zwei Kräne auf dem Dach des Hochhauses installiert, die zur Sanierung der Balkone benötigt werden. Die Sanierung wird mit 27 Millionen Euro veranschlagt.

## Besichtigung
Eine Innenbesichtigung des Gebäudes und insbesondere der oberen Stockwerke (Ausblick) ist für Außenstehende nicht möglich; über den Zugang wacht ein Portier.